# USS 타라와 (LHA-1)

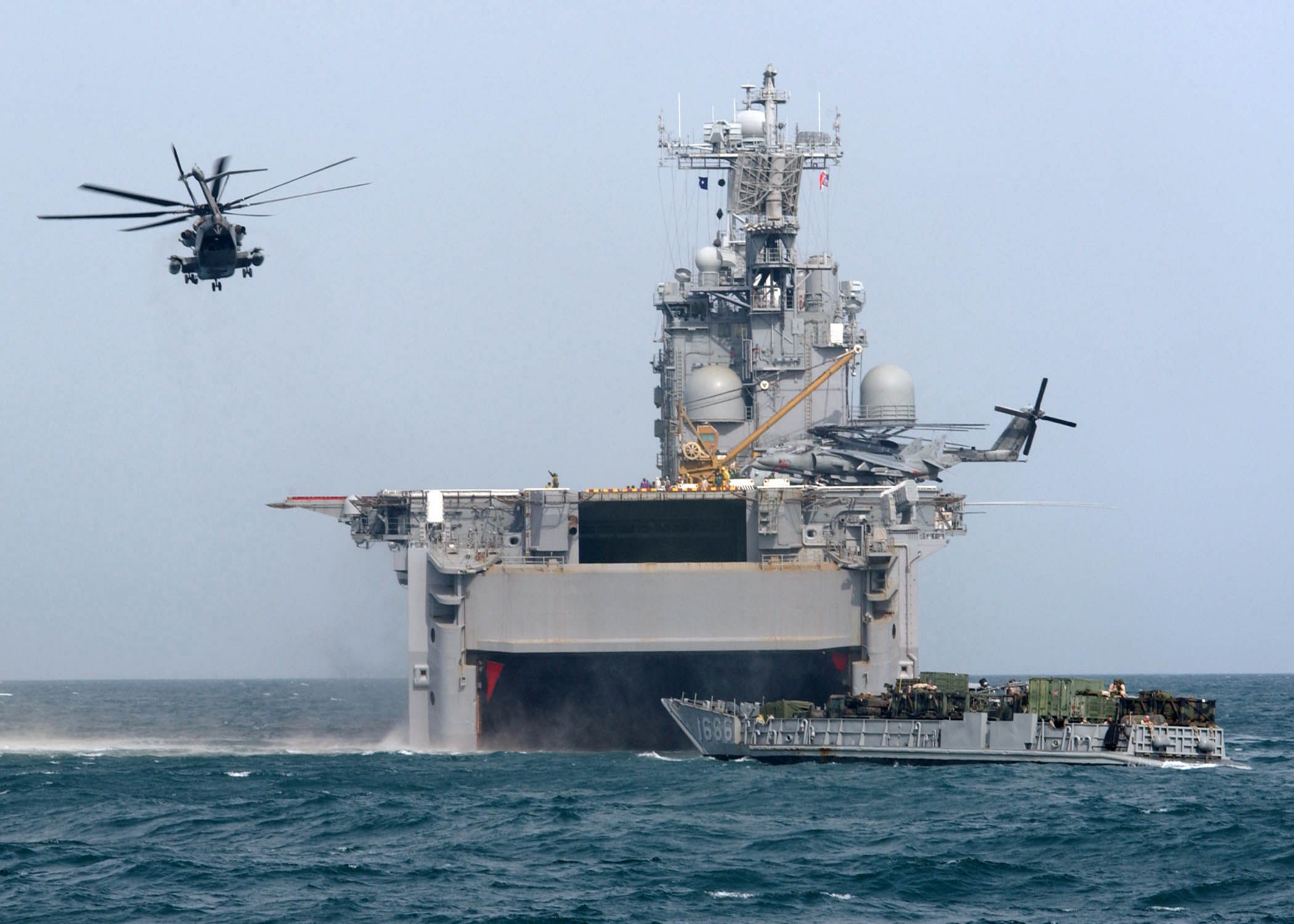
타라와함에서 CH-53E 슈퍼스탤리온 헬기와 해병대를 실은 상륙정이 쿠웨이트로 출발하고 있다

USS 타라와 (LHA-1)는 미국 해군의 헬리콥터 강습상륙함으로 분류되는 타라와급 강습상륙함의 네임쉽으로, 타라와 전투에서 이름을 따온 두번째 함선이다.
1973년 진수되어 2009년 3월 31일 퇴역했다.